# وزارت انرژی (عربستان سعودی)
وزارت انرژی، صنعت و منابع معدنی (انگلیسی: Ministry of Energy, Industry and Mineral Resources) یکی از وزارتخانه‌های عربستان سعودی است، که در ساختار قدرت این کشور، بخشی از مجلس وزیران عربستان سعودی بشمار می‌آید. وظیفه اصلی این وزارتخانه توسعه و پیاده‌سازی دستورالعمل‌ها و روش‌های انجام کار در حوزه‌های صنایع و معادن، با تمرکز ویژه بر صنعت نفت می‌باشد. این وزارتخانه در سال ۱۹۶۰ تأسیس شد و از ابتدای فعالیت تاکنون، نظارت نزدیکی بر عملکرد شرکت سعودی آرامکو داشته‌است. هم‌اکنون خالد الفالح بعنوان وزیر انرژی، صنعت و منابع معدنی عربستان سعودی فعالیت می‌کند.